# Naunhof
Naunhof – miasto w Niemczech, w kraju związkowym Saksonia, w okręgu administracyjny Lipsk, w powiecie Lipsk (do 31 lipca 2008 w powiecie Muldental), siedziba wspólnoty administracyjnej Naunhof. W 2009 miasto liczyło 8 567 mieszkańców.